# SS Cymric
«Кимрик» (SS Cymric) — британский пароход компании «Уайт Стар Лайн». Разрабатывался для перевозки богатых фермеров, соответственно предполагался только первый класс и помещения для крупного рогатого скота. После начала проектировки стало ясно, что подобные перевозки уже непопулярны, и помещения для животных отдали под третий класс. Отправился в свой первый рейс из Ливерпуля в Нью-Йорк 29 апреля 1898. Прибыл в пункт назначения 9 мая того же года. Работал на этой линии до 1903 года, когда перешёл на Ливерпуль-Бостон. В 1912 вернулся на прежнюю линию.
Во время Англо-бурской и Первой мировой войны был войсковым транспортом. 8 мая 1916 года был торпедирован немецкой подводной лодкой U-20, командовал которой Вальтер Швигер. 5 человек погибли. Затонул у южных берегов Ирландии, точное месторасположение неизвестно.